# Ectropothecium aeruginosum
Ectropothecium aeruginosum är en bladmossart som beskrevs av Mitten 1869. Ectropothecium aeruginosum ingår i släktet Ectropothecium och familjen Hypnaceae. Inga underarter finns listade i Catalogue of Life.